# Opnokrilci
Opnokrilci (lat. Hymenoptera) su red malih do velikih kukaca kojima tijelo nikad nije splošteno. Glava im je slobodna i pokretna, oči velike i sastavljene, mozak razvijen, usni organi prilagođeni za grizenje i lizanje pa su donje čeljusti i donja usna manje-više produljeni. Imaju velike slinske žlijezde. Prednja krila su im veća od stražnjih.  Dobri su letači, iako postoje opnokrilci i bez krila npr. radnici u nekim zadrugama. Zadak je obično vrlo pomičan. Često su živih boja i metalna sjaja.
Ličinke širokozadčanih opnokrilaca slične su gusjenicama, žive slobodno i hrane se lišćem, a ličinke utegnutozadčanih su beznožne, slične upljuvcima, žive nametnički na drugim kukcima ili u gnijezdima ili se hrane biljkama. Većina ličinki isprede za kukuljicu nepravilan ovoj ili čvršći zapredak od svilenih niti.
Podred širokozadčani ili ose biljarice (Symphyta) sadrži, pored ostalih, i porodice: ose drvarice (Siricidae), ose vlatarice (Cephidae), ose listarice (Tenthredinidae), ose predivice (Pamphiliidae), ose pilarice (Diprionidae).
Podred utegnutozadčani (Apocrita) sadrži, pored ostalih, i porodice: ose šiškarice (Cynipidae), ose najeznice (Ichneumonidae), kovnarice (Chalcididae), vatrenke (Chrysididae), bodljašice (Scoliidae), ose mravarice (Multillidae), mravi (Formicidae), putarice (Pompilidae), ose (Vespidae), kopačice (Sphecidae), pčele (Apidae) se dijele na 3 potporodice, bumbari (Bombinae), male tropske pčele ili pčele bez žalca (Meliponinae) i prave pčele (Apinae).